# 森秀行
森 秀行（もり ひでゆき、1959年3月12日 - ）は、日本中央競馬会 (JRA) 栗東トレーニングセンター所属の調教師。
戸山為夫厩舎の調教助手を経て、1993年より厩舎を開業。1990年代半ばより盛んとなった日本馬の国外遠征を牽引した調教師のひとりであり、1995年にはフジヤマケンザンが香港国際カップに優勝し、日本馬36年ぶりの国外重賞勝利を達成。1998年にはシーキングザパールがフランスのモーリス・ド・ゲスト賞に優勝し、日本調教馬として初めてヨーロッパG1競走制覇を達成した。また1999年から2000年にはアグネスワールドがフランスのアベイ・ド・ロンシャン賞とイギリスのジュライカップに優勝している。ほか日本国内でレガシーワールドによるジャパンカップ（1993年）、エアシャカールによる皐月賞と菊花賞（2000年）、キャプテントゥーレによる皐月賞（2008年）制覇がある。受賞歴はJRA賞優秀技術調教師3回、同最多勝利調教師2回、同最高勝率調教師1回。

## 経歴

### 生い立ち
1959年、大阪府大阪市東住吉区に生まれる。実家は印刷所を営んでいたが、のち経営不振となり両親が離婚。大阪電気通信大学高校に進学した森は、在学中から様々なアルバイトを経験した。このころスポーツ新聞の記事で競走馬の調教師の羽振りの良さを知り、高校卒業後、雑誌に掲載されていた優駿牧場の研修生募集広告に応じて北海道へ移り、同場の牧夫となった。1年半勤務したのち、日本最大の牧場である社台ファームの千歳分場に移る。社台ファームでは「馬で得た資金を馬だけに再投資すること」を学んだとしている。
社台ファーム勤務中に日本中央競馬会の調教助手試験に合格し、1981年春より栗東トレーニングセンター所属・戸山為夫厩舎の一員となった。戸山は管理馬に対するハードトレーニングで知られ、また坂路調教をいち早く取り入れた調教師でもあった。戸山は森に対し「先駆者になれ、パイオニアになれ、ただし、パイオニアは失敗したら必ず叩かれる。そのことだけは覚悟しろ」と再三言い含められていたという。なお、1992年には坂路調教で厳しく鍛えられたミホノブルボンが皐月賞と東京優駿（日本ダービー）を制覇。森は同馬について、戸山の「ノウハウへの信念と、並外れた情熱から誕生した」と評している。

### 調教師時代
1993年3月、通算5度目の受験で調教師免許を取得。同年5月に師の戸山が肝不全で死去し、鶴留明雄厩舎への臨時転厩を経て、9月より戸山の管理馬を引き継ぐ形で厩舎を開業した。11月には旧戸山厩舎所属のレガシーワールドでジャパンカップを制覇。開業から2カ月でGI競走初勝利を挙げた。
戸山厩舎から馬を引き継いだ際には、合理性の重視により旧関係者との軋轢も生んだ。故障休養中のミホノブルボンについて「走るか走らないか分からない馬を預かるわけにはいきません」と引き継ぎを拒否したと伝えられ、また、引き継いだ各馬からは、いずれも戸山が重用してきた弟子であり、森のかつての同僚である小島貞博、小谷内秀夫を降板させた。この降板劇は情実を重んじる関係者から批判を集め、戸山の妻もまた「森が自分で入れた馬については、誰を乗せようと文句を言う筋合いはありません。でも、レガシーワールドについても、フジヤマケンザン、ドージマムテキにしても、みんな戸山が連れてきた馬です。従来通り、小島や小谷内を乗せて欲しかった」と不満を吐露している。こうした声に対し森は「僕がそうしたのは、馬はあくまで馬主のものだということ。調教師のものじゃないんです。馬が僕のところへきたのも馬主の意志だし、違う騎手に乗せてくれとも馬主から言われた。僕はそれに従ったまでです」と反論している。
2年目の1994年には管理馬房数の3倍に当たる年間30勝を挙げ、勝率では1割9分2厘を記録しJRA賞最高勝率調教師と同優秀技術調教師の2部門を受賞した。重賞勝利はひとつのみだったが、勝利を求めてどこへでも馬を送り込む積極性は新しい調教師像として注目された。この年12月にはフジヤマケンザンを香港国際カップへ出走させ、国外遠征の第一歩を踏み出している。翌1995年5月には、「勇気ある挑戦」あるいは「無謀」と賛否両論のなかアメリカのケンタッキーダービーへスキーキャプテンを出走させた（結果は14着）。12月にはフジヤマケンザンが前年敗れた香港国際カップに優勝し、日本馬として36年ぶりの国外重賞、国際グレード競走としては初めての勝利を挙げた。森は「自分にとっても、日本の競馬界にとっても意義深い勝利だったと思う」「これからもどんどん出ていきますよ」と語った。
1997年には佐々木晶三厩舎から移籍してきたシーキングザパールでNHKマイルカップを制し、中央のGI競走で2勝目を挙げる。同馬は翌1998年8月にフランスのG1競走モーリス・ド・ゲスト賞に出走。逃げきりでこれを制し、日本調教馬として初のヨーロッパG1競走制覇を成し遂げた。栗東と似た調教コースを備えるイギリスのニューマーケットで調整してからフランス入りさせるという独自の調整を行っての勝利であった。この勝利はフランスのみならずイギリスの競馬紙でも「日本の牝馬が歴史を作る」と大きく報じられた。さらにこの翌週には森と同じく意欲的に国外遠征を行っていた藤沢和雄厩舎のタイキシャトルが、フランスのG1競走ジャック・ル・マロワ賞に優勝。両馬を取材していた作家・谷川直子はのちに「日本の海外遠征史に残るゴールデンウィーク、黄金の8日間であった」とこれを評している。
1999年にはアグネスワールドがフランスのアベイ・ド・ロンシャン賞を制覇。さらに2000年にはイギリスのジュライカップにも優勝し、日本馬としてイギリスのG1競走を初制覇した。森厩舎のこれまでの遠征では、旧戸山厩舎の最後の1頭であったドージマムテキが常に帯同しており、同馬もまた「陰の功労馬」という存在であった。また、2000年には日本国内でもエアシャカールが皐月賞と菊花賞に優勝し、森にクラシックタイトルをもたらした。
2001年にはノボトゥルーでフェブラリーステークス、ノボジャックで地方交流GIとして新設されたJBCスプリントに優勝。年間では中央54勝・地方16勝の計70勝を挙げてJRA賞最多勝利調教師および優秀技術調教師を7年ぶりに受賞した。スターキングマンで地方交流GI・東京大賞典を制した2003年にはJRA賞優秀技術調教師賞を、2006年には年間63勝（中央48勝・地方15勝）の成績で最多勝利調教師および優秀技術調教師となった。2008年にはかつての管理馬エアトゥーレの仔・キャプテントゥーレで皐月賞に優勝し、7年ぶりのJRAGI（JpnI）勝利を挙げた。
2018年の弥生賞では未出走馬であったヘヴィータンクを出走させた。結果は10頭立て9着のアサクサポイントからおよそ20秒7差離された殿負けであった。結局この一戦のみでヘヴィータンクは引退したが、この常識破りの挑戦は物議を醸した。
2019年には条件クラスの身であったユウチェンジをカタールのG2アイリッシュサラブレッドマーケティングカップへ遠征させ9着。このレースは日本調教馬初のカタール遠征であった。この際、ホッカイドウ競馬所属の阿部龍を遠征に帯同・起用した。
さらに同年11月には未勝利戦を勝ち上がったばかりの2歳馬・フルフラットでアメリカの2歳G1ブリーダーズカップ・ジュヴェナイルに出走（5着）。このレースは日本馬初の海外2歳G1出走であった。
2020年には2月のサウジカップデーでフルフラットがサンバサウジダービーカップで優勝し、サウジアラビアでの日本馬初勝利を挙げた。マテラスカイが出走したサウジアカップ（サウジアスプリント）は惜しくも2着だった。
さらに翌2021年のサウジダービーにもピンクカメハメハで参戦し、2年連続の優勝を果たした。なお、マテラスカイも2年連続でスプリント（リヤドダートスプリントとして開催）に出走しており、2年連続の2着だった。

## 人物
中央、地方、国外を問わず、機会のあるレースには積極的に出走させる調教師である。開業当初から、「ゆくゆくは関東へ行くような気軽な感覚で遠征をしてみたい」と意欲を語り、香港で勝利を挙げた頃には「中央競馬の枠組みの中で戦っている限り、それは定められた総賞金というひとつの山を何百人かの調教師で奪い合っているにすぎない。しかしその枠組みから外に飛び出していけば、"山"はひとつではない。力さえあれば賞金の上限はそれこそ無限に近くなる」と、賞金という面から捉えた国際化論を唱えた。またシーキングザパールでモーリス・ド・ゲスト賞を制したときには「自分は調教師だし、調教を軽視するわけじゃないけど、いくら調教のレベルが素晴らしくても、未勝利馬ばかり集められたらどうにもならない。だから、いかにいい馬をもらえるか。そうするためには馬主さんへのアピールが必要になってくる。勝ち鞍をあげてアピールするか、賞金を上げてアピールするか。僕は賞金でアピールしたいし、もう一つ、海外のGIに勝ってアピールしたかった」と語っている。また自著の中では、英仏での勝利によりシャトル種牡馬としての需要も生まれたアグネスワールドを例に引き、「アグネスワールドクラスの馬になったら、調教師は種馬としての評価を上げることを考えなければならない」、「もちろん、馬主のなかには海外遠征を嫌がる人もいる。海外に行ったら、調教師だけでなく、馬主だって赤字になる。でも、種牡馬としての価値が上がったら一番得をするのは馬主なのだ。それを考えたら、私はどんどん海外に行くべきだと思う」との持論を述べている。
また前段で森が語った賞金の「山」は日本国内の地方競馬も指したものであり、こちらにおいてもGIを含む数々の勝利を挙げ、2011年には中央競馬所属の調教師としては空前の記録とみられる通算150勝を達成、2017年には通算200勝を達成している（2020年3月2日現在で224勝）。
1999年秋、担当厩務員制度を廃止し、スタッフ全員で全ての馬の面倒を見る（進上金は均等に分配する）方式を導入した。馬房を効率的に回転させるとともに、スタッフに有給休暇をとらせる、調教助手の待遇をよくするなどの労働環境を改善する目的もあった。森は「牧場では全員で全ての馬の面倒を見るのが当たり前である」としている。
GIを制した管理馬の中でシーキングザパール、アグネスワールド、エアシャカールの主戦騎手を務めた武豊は、森について「『騎手よりも調教師のほうが上の立場』などと考える人ではありません。調教師と騎手は上下の関係ではなく、横並び。チームとして勝利を目指そうと考えてくれる調教師です」と評している。そのため騎手の意見も非常に良く聞き、特にシーキングザパールでのフランス遠征の際には武のほうがフランスでの経験があるということで「フランス競馬は合うと思うか」「ドーヴィルの馬場はどんな感じか」など普段以上に森から事細かな質問を多くされたと述べている。アグネスワールドでのヨーロッパ遠征が決定した経緯についても、武が「アグネスワールドはスピードがありすぎるから日本でGIを勝てないという感じがありました。スピードがありすぎるためコーナーワークがあまり上手ではなく、日本の1200メートル戦だと半分くらいはカーブを曲がっている感じになります」と伝えたところ、森は「（直線だけのGIがある海外に）行きましょうか?」と答えたため遠征が決まったと述べている。同馬がアベイ・ド・ロンシャン賞を制して帰国後にCBC賞を勝利した後にスプリンターズステークス、高松宮記念を2、3着とそれぞれ惜敗した後に武が「やはりコーナリングがあまりうまくない」と語ると、森はすぐさま同馬のイギリス遠征を決定した。
かつて、海外で母馬が22歳と高齢出産の仔馬を5,000万円で購入しないかと打診を受けたことがあったが断った。その馬がのちに英ダービー馬となるニューアプローチだった。この経験から母馬が高齢でも仔馬さえ丈夫なら問題ないと考え、後年、母馬が25歳の時の仔であったサウジダービー馬・ピンクカメハメハを引き受けることとなった。
2021年2月、サイバーエージェント代表取締役の藤田晋と武豊との会食の場へ、森が馬主申請書を持参したことが後押しとなって藤田晋の馬主としてのキャリアがスタートした。その翌3月には、藤田は森の薦めによってアメリカのトレーニングセールで2歳馬を4頭購入している。そのうちの1頭であるデュガは森厩舎に預けられ、8月14日の小倉・フェニックス賞で藤田の所有馬として初出走を果たしている（結果は3着）。またその4頭の中でも当時のレートで約2900万円と比較的安価で落札されたジャングロは、ニュージーランドトロフィー(G2)に出走し、藤田の所有馬として初の重賞制覇をもたらした。

## 成績
|                | 日付           | 競馬場・開催  | 競走名           | 馬名             | 頭数 | 人気 | 着順 |
| -------------- | -------------- | ------------- | ---------------- | ---------------- | ---- | ---- | ---- |
| 初出走         | 1993年9月25日  | 4回中山5日9R  | 芙蓉ステークス   | ミツルマサル     | 14頭 | 5    | 9着  |
| 初勝利         | 1993年10月24日 | 4回東京6日9R  | プラタナス賞     | ミツルマサル     | 11頭 | 8    | 1着  |
| 重賞初出走     | 1993年9月26日  | 1回中山7日11R | セントライト記念 | シュアリーウィン | 12頭 | 10   | 9着  |
| 重賞・GI初勝利 | 1993年11月28日 | 5回東京8日10R | ジャパンカップ   | レガシーワールド | 16頭 | 6    | 1着  |
| GI初出走       | 1993年10月31日 | 4回東京8日10R | 天皇賞（秋）     | フジヤマケンザン | 17頭 | 10   | 9着  |

| 年     | 開催 | 勝利 | 出走  | 勝率  | 重賞勝利管理馬（勝利競走） |
| ------ | ---- | ---- | ----- | ----- | --- |
| 1993年 | 中央 | 5勝  | 32回  | .156  | レガシーワールド（ジャパンカップ） |
| 1994年 | 中央 | 30勝 | 156回 | .192  | インターシュプール（新潟記念） |
| 1994年 | 地方 | 0勝  | 1回   | .000  | |
| 1994年 | 国外 | 0勝  | 1回   | .000  | |
| 1994年 | 計   | 30勝 | 158回 | .190  | |
| 1995年 | 中央 | 36勝 | 182回 | .198  | スキーキャプテン（きさらぎ賞） フジヤマケンザン（中山記念、七夕賞） ドージマムテキ（京王杯オータムハンデキャップ） タニノクリエイト（神戸新聞杯） サンデーウェル（セントライト記念）  |
| 1995年 | 地方 | 0勝  | 7回   | .000  | |
| 1995年 | 国外 | 1勝  | 5回   | .200  | フジヤマケンザン（香港国際カップ） |
| 1995年 | 計   | 37勝 | 194回 | .190  | |
| 1996年 | 中央 | 12勝 | 171回 | .070  | フジヤマケンザン（金鯱賞） |
| 1996年 | 地方 | 4勝  | 26回  | .000  | |
| 1996年 | 国外 | 0勝  | 2回   | .000  | |
| 1996年 | 計   | 16勝 | 199回 | .080  | |
| 1997年 | 中央 | 26勝 | 181回 | .144  | シーキングザパール（フラワーカップ、ニュージーランドトロフィー4歳ステークス、NHKマイルカップ） アグネスワールド（函館3歳ステークス）                                                  |
| 1997年 | 地方 | 5勝  | 24回  | .208  | アグネスワールド（全日本3歳優駿） |
| 1997年 | 国外 | －   | －    | －    | |
| 1997年 | 計   | 31勝 | 202回 | .153  | |
| 1998年 | 中央 | 23勝 | 187回 | .123  | シーキングザパール（シルクロードステークス） |
| 1998年 | 地方 | 5勝  | 21回  | .238  | キングオブサンデー（北海道3歳優駿） |
| 1998年 | 国外 | 1勝  | 2回   | .500  | シーキングザパール（モーリス・ド・ゲスト賞） |
| 1998年 | 計   | 29勝 | 213回 | .136  | |
| 1999年 | 中央 | 19勝 | 187回 | .102  | アグネスワールド（CBC賞） |
| 1999年 | 地方 | 12勝 | 30回  | .400  | スノーエンデバー（群馬記念、佐賀記念、ブリーダーズゴールドカップ、日本テレビ盃、さくらんぼ記念）                                                                                      |
| 1999年 | 国外 | 2勝  | 6回   | .500  | アグネスワールド（アベイ・ド・ロンシャン賞） |
| 1999年 | 計   | 33勝 | 223回 | .148  | |
| 2000年 | 中央 | 22勝 | 213回 | .103  | エアシャカール（皐月賞、菊花賞） |
| 2000年 | 地方 | 8勝  | 38回  | .211  | |
| 2000年 | 国外 | 1勝  | 6回   | .167  | アグネスワールド（ジュライカップ） |
| 2000年 | 計   | 31勝 | 257回 | .121  | |
| 2001年 | 中央 | 54勝 | 294回 | .184  | ノボトゥルー（根岸ステークス、フェブラリーステークス） エアトゥーレ（阪神牝馬ステークス）                                                                                             |
| 2001年 | 地方 | 16勝 | 33回  | .485  | ノボジャック（黒船賞、群馬記念、北海道スプリントカップ、クラスターカップ、東京盃、JBCスプリント）                                                                                     |
| 2001年 | 国外 | 0勝  | 2回   | .000  | |
| 2001年 | 計   | 70勝 | 329回 | .213  | |
| 2002年 | 中央 | 39勝 | 351回 | .111  | ヘルスウォール（チューリップ賞） |
| 2002年 | 地方 | 5勝  | 32回  | .156  | ノボジャック（群馬記念） ノボトゥルー（とちぎマロニエカップ、兵庫ゴールドトロフィー）                                                                                                 |
| 2002年 | 国外 | 0勝  | 3回   | .000  | |
| 2002年 | 計   | 44勝 | 386回 | .114  | |
| 2003年 | 中央 | 39勝 | 329回 | .1119 | ウインマーベラス（京都ジャンプステークス、小倉サマージャンプ、阪神ジャンプステークス、京都ハイジャンプ）                                                                              |
| 2003年 | 地方 | 6勝  | 14回  | .429  | ノボジャック（黒船賞） ノボトゥルー（さきたま杯） スターキングマン（日本テレビ盃、東京大賞典）                                                                                        |
| 2003年 | 国外 | －   | －    | －    | |
| 2003年 | 計   | 45勝 | 380回 | .118  | |
| 2004年 | 中央 | 34勝 | 290回 | .117  | シャドウスケイプ（根岸ステークス） キーンランドスワン（シルクロードステークス） シーキングザダイヤ（アーリントンカップ、ニュージーランドトロフィー） トーセンダンディ（オールカマー） |
| 2004年 | 地方 | 7勝  | 61回  | .115  | シャドウスケイプ（クラスターカップ） ノボトゥルー（とちぎマロニエカップ） シーキングザダイヤ（兵庫ゴールドトロフィー）                                                                |
| 2004年 | 国外 | 0勝  | 3回   | .000  | |
| 2004年 | 計   | 41勝 | 354回 | .116  | |
| 2005年 | 中央 | 40勝 | 322回 | .124  | キーンランドスワン（阪急杯） |
| 2005年 | 地方 | 13勝 | 84回  | .155  | アグネスジェダイ（サマーチャンピオン、東京盃） |
| 2005年 | 国外 | 0勝  | 9回   | .000  | |
| 2005年 | 計   | 53勝 | 415回 | .128  | |
| 2006年 | 中央 | 48勝 | 395回 | .122  | ステキシンスケクン（アーリントンカップ、京王杯オータムハンデキャップ） スウィフトカレント（小倉記念） トーセンシャナオー（セントライト記念）                                          |
| 2006年 | 地方 | 15勝 | 60回  | .250  | アグネスジェダイ（さきたま杯、北海道スプリントカップ、クラスターカップ） シーキングザダイヤ（日本テレビ盃）                                                                           |
| 2006年 | 国外 | 0勝  | 4回   | .000  | |
| 2006年 | 計   | 63勝 | 459回 | .137  | |
| 2007年 | 中央 | 21勝 | 348回 | .060  | キャプテントゥーレ（デイリー杯2歳ステークス） |
| 2007年 | 地方 | 7勝  | 46回  | .152  | アグネスジェダイ（北海道スプリントカップ） シーキングザダイヤ（浦和記念） |
| 2007年 | 国外 | 0勝  | 4回   | .000  | |
| 2007年 | 計   | 28勝 | 398回 | .070  | |
| 2008年 | 中央 | 25勝 | 368回 | .068  | キャプテントゥーレ（皐月賞） ビクトリーテツニー（カペラステークス） |
| 2008年 | 地方 | 10勝 | 67回  | .149  | |
| 2008年 | 国外 | －   | －    | －    | |
| 2008年 | 計   | 35勝 | 435回 | .080  | |
| 2009年 | 中央 | 22勝 | 321回 | .069  | ステラリード（函館2歳ステークス） キャプテントゥーレ（朝日チャレンジカップ） |
| 2009年 | 地方 | 14勝 | 69回  | .203  | ゴールデンチケット（兵庫チャンピオンシップ） |
| 2009年 | 国外 | －   | －    | －    | |
| 2009年 | 計   | 36勝 | 390回 | .092  | |
| 2010年 | 中央 | 26勝 | 325回 | .080  | キャプテントゥーレ（朝日チャレンジカップ） |
| 2010年 | 地方 | 10勝 | 46回  | .217  | リアライズノユメ（エーデルワイス賞、兵庫ジュニアグランプリ） |
| 2010年 | 国外 | －   | －    | －    | |
| 2010年 | 計   | 36勝 | 371回 | .097  | |
| 2011年 | 中央 | 14勝 | 284回 | .049  | |
| 2011年 | 地方 | 20勝 | 86回  | .233  | ドスライス（クラスターカップ） |
| 2011年 | 国外 | －   | －    | －    | |
| 2011年 | 計   | 34勝 | 370回 | .092  | |
| 2012年 | 中央 | 16勝 | 323回 | .050  | |
| 2012年 | 地方 | 9勝  | 60回  | .150  | |
| 2012年 | 国外 | －   | －    | －    | |
| 2012年 | 計   | 25勝 | 383回 | .065  | |
| 2013年 | 中央 | 27勝 | 308回 | .088  | |
| 2013年 | 地方 | 5勝  | 32回  | .156  | |
| 2013年 | 国外 | －   | －    | －    | |
| 2013年 | 計   | 32勝 | 340回 | .094  | |
| 2014年 | 中央 | 27勝 | 335回 | .081  | |
| 2014年 | 地方 | 8勝  | 42回  | .190  | |
| 2014年 | 国外 | －   | －    | －    | |
| 2014年 | 計   | 35勝 | 377回 | .093  | |
| 2015年 | 中央 | 15勝 | 332回 | .045  | |
| 2015年 | 地方 | 9勝  | 48回  | .188  | |
| 2015年 | 国外 | －   | －    | －    | |
| 2015年 | 計   | 24勝 | 380回 | .063  | |
| 2016年 | 中央 | 22勝 | 362回 | .061  | ネロ（京阪杯） |
| 2016年 | 地方 | 10勝 | 36回  | .278  | |
| 2016年 | 国外 | 0勝  | 2回   | .000  | |
| 2016年 | 計   | 32勝 | 400回 | .080  | |
| 2017年 | 中央 | 14勝 | 284回 | .049  | ネロ（京阪杯） |
| 2017年 | 地方 | 5勝  | 46回  | .109  | |
| 2017年 | 国外 | －   | －    | －    | |
| 2017年 | 計   | 19勝 | 330回 | .058  | |
| 2018年 | 中央 | 18勝 | 302回 | .060  | マテラスカイ（プロキオンS） |
| 2018年 | 地方 | 14勝 | 54回  | .259  | |
| 2018年 | 国外 | 0勝  | 1回   | .000  | |
| 2018年 | 計   | 32勝 | 357回 | .090  | |
| 2019年 | 中央 | 15勝 | 287回 | .052  | |
| 2019年 | 地方 | 7勝  | 43回  | .163  | |
| 2019年 | 国外 | 0勝  | 3回   | .000  | |
| 2019年 | 計   | 22勝 | 333回 | .066  | |
| 2020年 | 中央 | 21勝 | 322回 | .065  | |
| 2020年 | 地方 | 6勝  | 32回  | .188  | ノボバカラ（さきたま杯） マテラスカイ（クラスターカップ） |
| 2020年 | 国外 | 0勝  | 1回   | .000  | |
| 2020年 | 計   | 27勝 | 355回 | .076  | |
| 2021年 | 中央 | 33勝 | 339回 | .097  | ケンホファヴァルト（京都ジャンプステークス） |
| 2021年 | 地方 | 8勝  | 43回  | .186  | |
| 2021年 | 国外 | 0勝  | 9回   | .000  | |
| 2021年 | 計   | 41勝 | 391回 | .105  | |
| 2022年 | 中央 | 26勝 | 289回 | .090  | ジャングロ（ニュージーランドトロフィー） エヒト（七夕賞） |
| 2022年 | 地方 | 17勝 | 47回  | .362  | |
| 2022年 | 国外 | 0勝  | 1回   | .000  | |
| 2022年 | 計   | 43勝 | 342回 | .126  | |
| 2023年 | 中央 | 勝   | 回    |       | ジャスパークローネ（CBC賞、北九州記念） エヒト（小倉記念） |
| 2023年 | 地方 | 勝   | 回    |       | |
| 2023年 | 国外 | 勝   | 回    |       | |
| 2023年 | 計   | 勝   | 回    |       | |

1. 出典：日本中央競馬会ホームページ・調教師名鑑「森秀行」。掲載されていない情報については個別に出典を付す。
2. 競走名太字は国際G1、中央および地方競馬と統一されたGI・JpnI、国外の主催者独自格付けによるG1競走。
3. 成績欄太字は中央競馬の表彰対象となった成績。

### 受賞
- JRA賞優秀技術調教師3回（1994年、2001年、2006年）
- JRA賞最多勝利調教師2回（2001年、2006年）
- JRA賞最高勝率調教師1回（1994年）
- 優秀調教師賞（関西）10回（1994年、1995年、1997年、1999年、2001年－2006年）

## 代表管理馬
太字はGI級競走
- レガシーワールド（1993年ジャパンカップ）
- フジヤマケンザン（1995年中山記念、七夕賞、香港国際カップ、1996年金鯱賞）
- シーキングザパール（1997年NHKマイルカップ、ニュージーランドトロフィー4歳ステークス、フラワーカップ、1998年モーリス・ド・ゲスト賞、シルクロードステークス）
- アグネスワールド（1997年度函館3歳ステークス、全日本3歳優駿、1999年アベイ・ド・ロンシャン賞、CBC賞、2000年ジュライカップ）
- エアシャカール（2000年皐月賞、菊花賞）
- ノボトゥルー（2001年フェブラリーステークス、根岸ステークス、2002年とちぎマロニエカップ、兵庫ゴールドトロフィー、2003年さきたま杯、2004年とちぎマロニエカップ）
- ノボジャック（2001年JBCスプリント、東京盃、黒船賞、群馬記念、北海道スプリントカップ、クラスターカップ、2002年群馬記念、2003年黒船賞）
- スターキングマン（2003年東京大賞典、日本テレビ盃）
- シーキングザダイヤ（2004年ニュージーランドトロフィー、アーリントンカップ、兵庫ゴールドトロフィー、2006年日本テレビ盃、2007年浦和記念）
- キャプテントゥーレ（2007年デイリー杯2歳ステークス、2008年皐月賞、2009年・2010年朝日チャレンジカップ）
- ドスライス（2011年クラスターカップ）

## 主な厩舎所属者
※太字は門下生。括弧内は厩舎所属期間と所属中の職分。
- 平田修（1994年 - 1998年、調教助手）
- 小崎憲（1997年 - 2006年、調教助手）
- 新谷功一（2000年 - 2008年、調教助手）
- 牧浦充徳（2002年 - 2009年、調教助手）
- 川又賢治（2017年 - 2018年、騎手）
- 松本大輝（2021年 -、騎手）

## エピソード

### 出走馬取り違えによる競走除外
2023年8月19日、新潟競馬第3競走に出走予定であった自身の管理馬であるエンブレムボム（牡・2歳）が、レース前の装鞍所における特徴照合と、競走馬登録の際に馬のうなじに埋め込まれたマイクロチップ照合により、同厩舎が管理する同じく鹿毛のエコロネオ（牡・2歳）との取り違えが判明し、競走除外となった。
採決委員による聞き取り調査で判明した経緯として、両馬は今年3月にアメリカ・フロリダ州のOBSマーチセールで購入された外国産馬であり、7月28日に両馬が新規に入厩し、8月2日にゲート試験をともに合格。その後8月5日に誤ってゼッケンを入れ替えて調教し、その後は厩舎スタッフも2頭を取り違えたままとなり、同レースの出馬投票に際しても2頭を錯誤して投票した。なお、実際のエンブレムボムは、12日にエコロネオ名義で放牧に出されていた。調教タイムは7月30日から8月6日まで同時に調教されていたが、その後はエンブレムボム名義（実際はエコロネオ）の調教履歴だけが記録されている。
取り違えが起きた遠因として、森厩舎では在厩する馬の管理体制を特定のスタッフに固定せず、全員に日替わりで馬を割り当てて管理させる体制を取っていたことで、取り違えに気づかなかった事が挙げられる。また入厩して間もなく取り違えが発生し、個体の特徴をよく知る森がゲート審査に合格後にアメリカへ競りの視察のために渡米し不在になってしまったことも事故を防止できなかった点として指摘されている。
JRAは本件に関し、管理する森に「管理馬を取り違え、装鞍所入所時に競走除外のやむなきに至ったこと」について、過去最高額となる過怠金50万円の制裁が科された。競走馬の取り違えによる競走除外となり、制裁を受けたケースは1989年の新関力、谷八郎にそれぞれ過怠金10万円の制裁が科されて以来、34年ぶりの珍事となった。
なお、エンブレムボムは仕切り直しとなった同年10月9日の東京競馬第6競走の新馬戦で勝利している。

## 著書
- 最強の競馬論（講談社、2003年） ISBN 978-4061496576

## 脚註